# SN 2009de
SN 2009de – supernowa typu Ic odkryta 2 stycznia 2009 roku w galaktyce A130037+1750. W momencie odkrycia miała maksymalną jasność 18,80m.